# Schloss Jormannsdorf

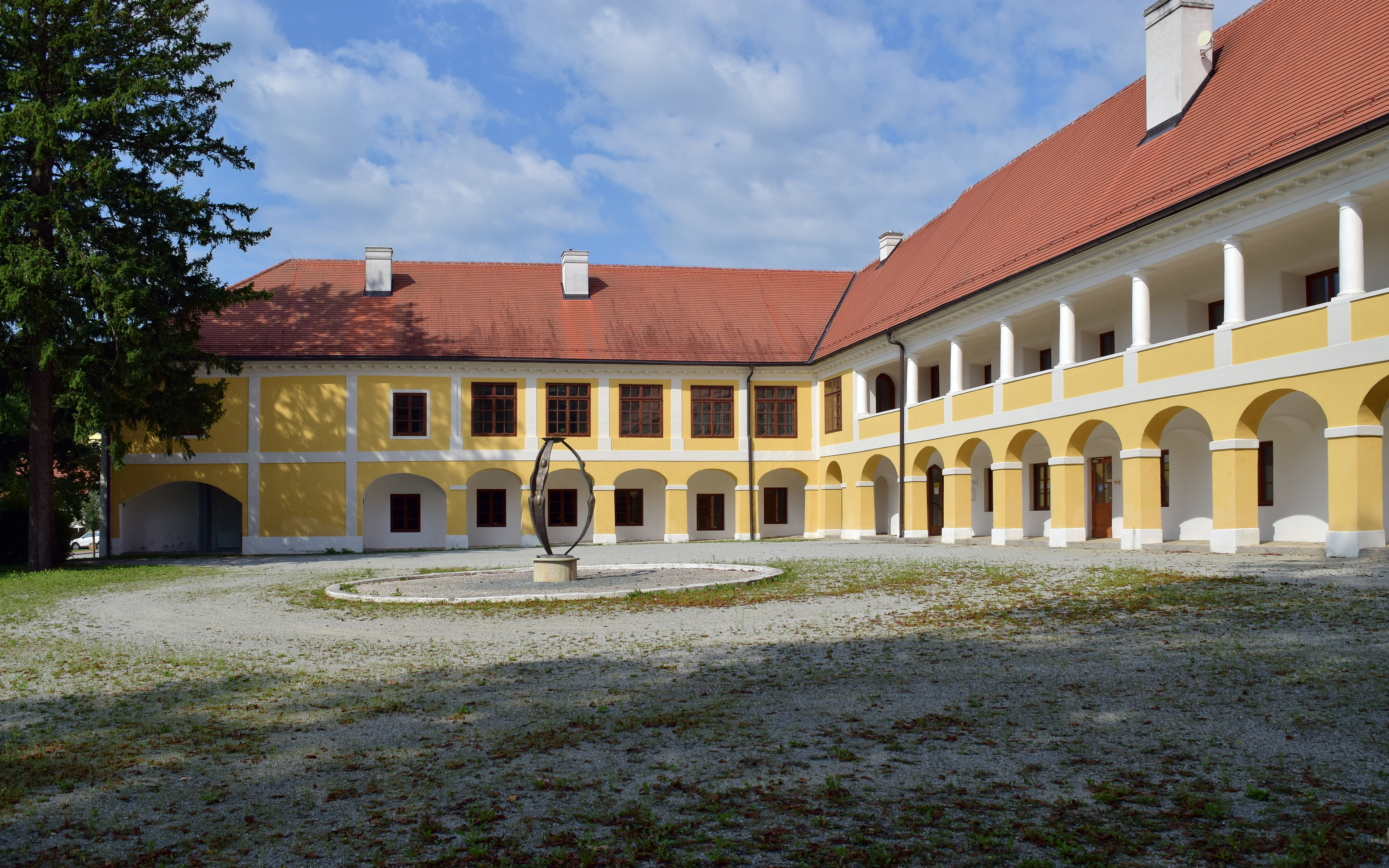
Schloss Jormannsdorf, Innenhof mit Arkaden

Schloss Jormannsdorf befindet sich in der zur Gemeinde Bad Tatzmannsdorf gehörenden Ortschaft Jormannsdorf im südlichen Burgenland und wurde im Renaissancestil erbaut. Es ist das älteste Bauwerk von Bad Tatzmannsdorf und steht unter Denkmalschutz.

## Geschichte

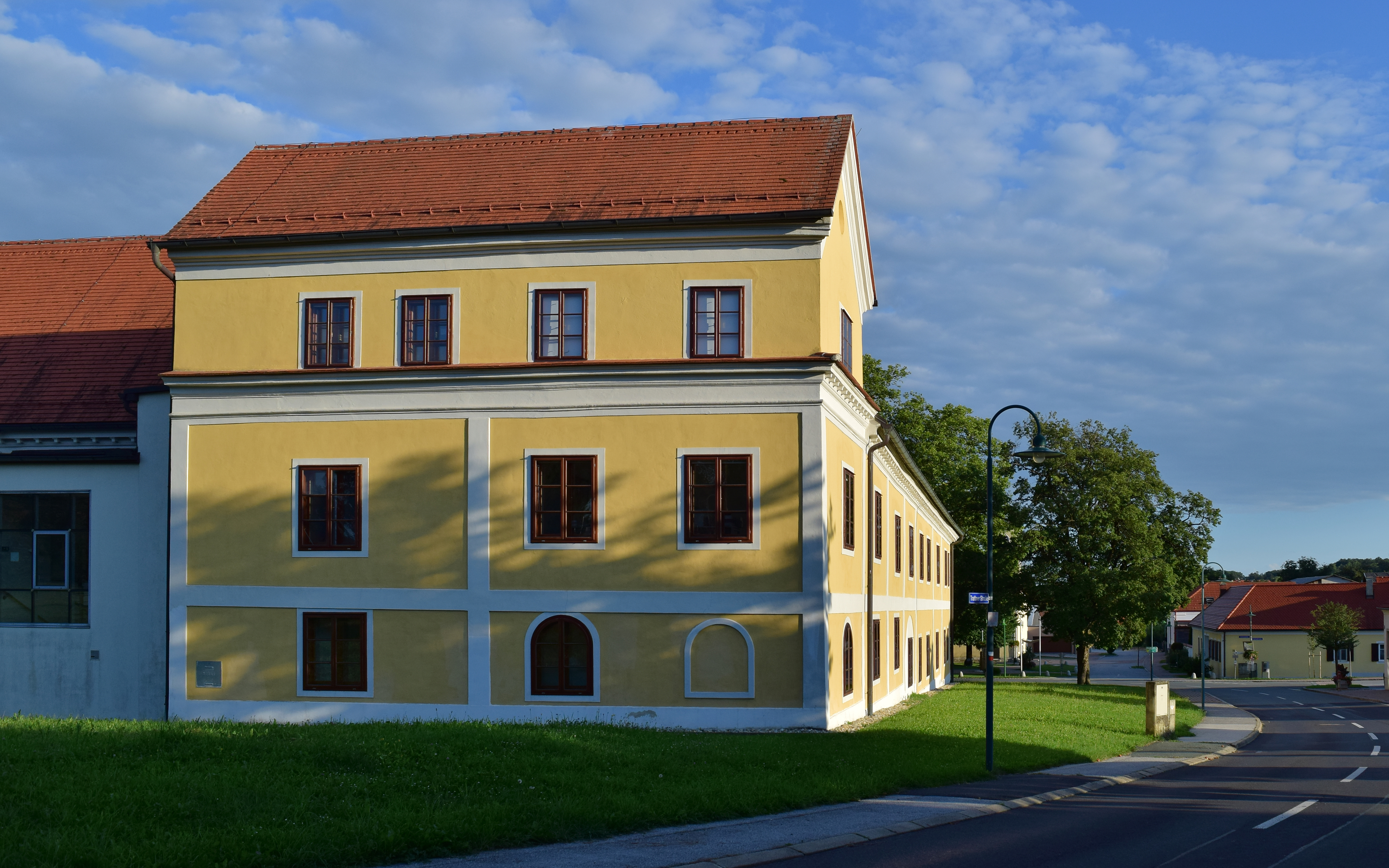
Schloss Jormannsdorf, nordwestliche Ansicht

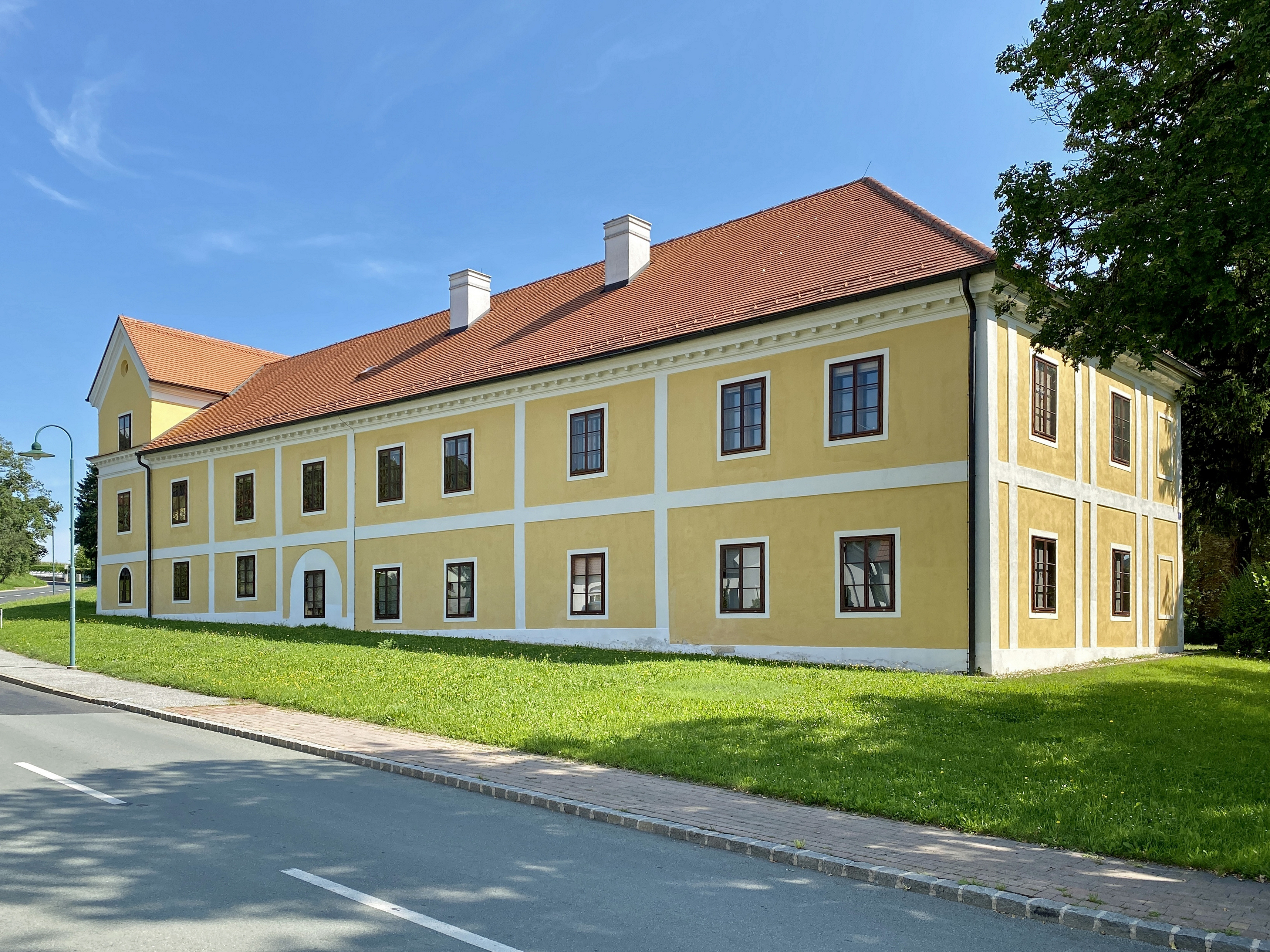
Schloss Jormannsdorf, südwestliche Ansicht

In einem Brief Christophs von Königsberg an Dorothea Batthyány, den er 1591 in Khünigsberghausen geschrieben hatte, wird Schloss Jormannsdorf unter dem Namen Gyimotfálva erstmals erwähnt. Die Königsberger hatten das Schloss als Herrenhaus errichtet. Rund um den Bau wurde ein 64 Tagwerk umfassender Meierhof errichtet. Ebenso entstand die zum Schloss gehörende Kapelle. Im Foyer des Schlosses befindet sich die Kopie einer Konsole aus grauem Sandstein, die das Wappen der Familie Königsberg und die Jahreszahl 1626 zeigt. Das Original befindet sich im Kurmuseum Bad Tatzmannsdorf. Die Konsole erinnert an den Abschluss des Schlossbaues durch den Neffen Christophs von Königsberg.
Der evangelische Prädikant Johann Mühlberger hielt anlässlich der Einweihung eines Sauerbrunnens im „Herrenhauß zu Jormannsdorff am Tag Jacobi Anno 1620“ eine Festpredigt, welche in der Regensburger Chronik im Jahr 1621 in Regensburg gedruckt wurde. Sie ist gleichzeitig die erste urkundliche Erwähnung der örtlichen Heilquellen.
Zwischen 1624 und 1626 wurde das Schloss weiter ausgebaut. Adam I. Graf Batthyány erwarb das Anwesen 1644 von Christoph Ehrenreich Freiherr von Königsberg. In dieser Zeit wurde das Schloss meist verpachtet. Die Pächter profitierten vor allem von der im Schlosspark sprudelnden Heilquelle. Daraus entwickelte sich Jormannsdorf mit dem benachbarten Tatzmannsdorf zu einem Kurort.
Am Schloss angebracht findet sich das Wappen der Familie Batthyány: Die Zacken der Krone symbolisieren die neun Komitate, in welchen die Familie mitregiert hat. Die Zusammengehörigkeit der Batthyánys wird durch einen im Nest sitzenden Pelikan, der mit dem Schnabel seine Brust ritzt und seine Jungen mit dem herausfließenden Blut tränkt, symbolisiert.

## Nutzung
Nach den Türkenkriegen diente das Schloss als Genesungsheim für verwundete Offiziere. Das Hauptgebäude und der Meierhof wurden nach 1790 von Joseph Emanuel Graf Batthyány ausgebaut, zusätzlich wurde ein englischer Park angelegt. Graf Batthyány verkaufte im Jahr 1919 die Badeanstalt. Das Schloss selbst blieb bis 1956 in Familienbesitz.
1948 entstand im Schloss Jormannsdorf und dem dazugehörigen Meierhof eine Bauernschule der Burgenländischen Landwirtschaftskammer. Zwischen 1956 und 1957 wurde das Schloss in ein Schlosshotel umgewandelt. Der Hotelbetrieb wurde bis 1986 aufrechterhalten.
1987 erwarb die Kurbad Tatzmannsdorf AG das Schloss und ab 1993 wurde es revitalisiert.
Von Oktober 2003 bis 2016 wurden in den Räumen des alten Schlosses Ausbildungen im Bereich Gesundheit in der Gesundheitsakademie des BFI Burgenland durchgeführt.
Derzeit wird das Schloss von der Landeszahnärztekammer Burgenland und der Fachhochschule Burgenland genutzt.